# Баванди
Династія Баванді (або ж Бава́нд, Баве́нд, перс. باوندیان) — іранська династія, відома з початку VII ст. як незалежна група правителів, правляча в Прикаспійскому Табаристані (сучасний північний Іран).

## Історична довідка
Назва династії Баванді, мабуть, походить від імені Баві з парфянського роду Іспахбудган. Його представники з 590 року володіли фактично спадковою посадою спахбеда (військового командувача) Сходу (сюди входили Табаристан і Хорасан). Але за подальшою легендою той начебто був сином Кавуса, старшого сина сасанидского шаха Кавада I. Як свідчить легенда, Кавус хоча і був наслідним принцом, але будучи звинуваченим у симпатії до Маздака, був позбавлений права спадкування. Він, однак, був відновлений на посаді губернатора Падішхваргар (англ. Padishkhwargar) — північній сатрапії сасанидских володінь, що складається з Азербайджану, Гиляна, Табарістана і кумис, відповідно до Мар'аші. Згодом, однак, Кавус був убитий Хосровом.
Незалежно від свого походження, в умовах хаосу, що послідував за падінням Сасанідів перед арабами-мусульманами, нащадки Бава управляли розділом між собою напівнезалежною володіння в районі на південь від Каспійського моря. Ймовірно завдяки їх походженням від Сасанідів, вони були успішні в отриманні вищої влади в регіоні і встановили своє панування над іншими місцевими кланами і династіями, в тому числі над Падушаніс і кланом Карін-Пахлевідов, одним з семи великих будинків Парфії.

## Релігія
Для ранніх Баванді характерний зороастризм, а пізніше вони стали прихильниками ісламу, про це свідчить випадок з Кареном, сином Шахріяра, дев'ятим правителем династії. Вони (Шарвін II і Шахріяр II), ймовірно, підтримали зейдизм — напрямок шиїзму, і стали основними прихильниками зейдитів та інших шиїтських рухів. Ми знаємо, що Баванді, поряд з іншими представниками династій Табарістана і Дайламу, визнали панування Алавідів, таких як Аль-Утруш, і надали їм допомогу в їх боротьбі проти Халіфату. Іншим поясненням може бути те, що Баванді використовували вплив Алавідів серед простих людей з метою досягнення своїх власних планів у ставленні до халіфської центральної влади.
Історія династії Баванді докладно описана в роботах Ібн Ісфандіяра і Мар'аші, які належать до жанру місцевих історій, що набули популярности в Ірані після 1000 року. Ми знаємо, що вони були пов'язані з династією Зіярідов, через одруження Маданшаха, батька Зіяр, з дочкою одного з царів Баванді. Випуклість царів Баванді, мабуть, зберігалося протягом усього сельджукского і монгольського періодів. Їх влада була остаточно розгромлена близько 1350 року, коли Афрасиабе з Династії Джалава (самостійне відгалуження Баванді), вдалося вбити Фахролдолеха Хасана, останнього з основної лінії царів Баванді.

## Періоди правління Баванді
Правління Баванді, що тривало бл. 665—1349, прийнято ділити на три періоди. Перший, це «Іспабід» — період, який тривав до 1028. У цей період династія, мабуть, була відносно автономної і вельми впливовою в Табарістане і Дайламе, хоча нерідко вони визнавали панування Саманидов або час від часу, Зіярідов. Однак, зі смертю останнього Іспабіда, династія тимчасово припинила існування
У 1062 році принц Баванді відродив династію, цей період відомий як «Королі гір». Назва свідчить про ступінь верховенства Баванді в горах Табарістане. Найбільшим правителем цього етапу був вищезгаданий Шах Газі Ростам. Лінія Королів Гор обірвалася в 1210 році, ймовірно, в результаті конкуренції з исмаилитами і іншими місцевими династіями.
У хаосі, викликаному монгольським завоюванням Ірану, інша гілка династії була заснована ок. 1240, і тривала до 1349, коли останній цар він був убитий Афрасиабе з Династії Джавалі. Це період місцевими істориками названий «Кіндхварій». Разом з тим, вищевказане поділ на етапи може бути результатом змішання історії Баванді з історією Падушаніс, що є сусідами клану, який правив на території Роян (або Аламде) і Коджур, і походив від Сасанідів.